# Blatt von Tüftler
Blatt von Tüftler (engl. Leaf by Niggle) ist eine Kurzgeschichte, die (wahrscheinlich im Jahre 1943) von J. R. R. Tolkien verfasst wurde. Erstmals veröffentlicht wurde sie im Jahre 1945 in „The Dublin Review“ und ist heute zu finden in den Büchern „Das Tolkien-Lesebuch“, „Fabelhafte Geschichten“ sowie „Geschichten aus dem gefährlichen Königreich“.

## Inhalt
Tüftler ist ein kleiner Mann, der sich vergeblich darum bemüht, das Bild eines phantastischen Baumes zu malen. Alle seine anderen Bilder befestigt er am Rand des Bildes, welches schließlich so groß wird, dass Tüftler auf einer Leiter stehend malen muss. Das Meisterwerk wird nicht fertig, da er sich in Details verliert. Er ist ein Maler, der Blätter besser malen kann als Bäume. Außerdem hat Tüftler auch noch viele andere Dinge zu tun: Erst muss er in die Stadt fahren, dann kommen Besucher, er wird krank und manchmal ist er auch einfach faul und lässt die Dinge laufen. Und da ist noch sein Nachbar, Herr Paris mit dem lahmen Bein, der ihn mit allerlei Bitten belästigt, die er aus Gutherzigkeit nicht ablehnen kann, obwohl er sich sehr gestört fühlt. Und im Hinterkopf weiß Tüftler genau, dass die gefürchtete „Reise“ jeden Tag näher kommt.
Eines Tages – viel früher als erwartet – wird er mitten aus seiner Arbeit herausgerissen und muss die Reise antreten. Er wird kurzerhand in den nächstbesten Zug gesteckt und weil er keine Zeit hatte, seine Koffer zu packen, landet er in einem Armenhaus. Dort muss er bittere Medizin schlucken und im Finstern hart arbeiten, bekommt wenig zu essen und trauert verpassten Gelegenheiten nach. Er lernt aber, sich seine Zeit besser einzuteilen und Arbeiten ordentlich zu erledigen, wodurch er innerlich zur Ruhe kommt. Auch Herr Paris erscheint ihm plötzlich im Nachhinein als freundlicher Nachbar, der ihm ausgezeichnete Kartoffeln vermittelt hat. Schließlich wird Tüftler nach einer Art Gericht im Dunkeln, bei dem die Erste und die Zweite Stimme sich über ihn unterhalten und er die Gelegenheit hat, für Herrn Paris einzutreten, als geheilt entlassen. Er setzt seine Reise in einem nagelneuen Zug fort und tatsächlich findet er in einer wunderbaren Landschaft seinen Baum – fertig. Gemeinsam mit Herrn Paris, der eines Tages bei ihm auftaucht, erkundet er den Wald, entdeckt seine Freude am Gärtnern und bricht schließlich mit einem Hirten in Richtung der Berge auf, hinter denen das Unbekannte liegt. 
Inzwischen erfährt man aus dem Gespräch einiger Männer, dass sie Tüftler eigentlich viel zu früh auf den großen Müllhaufen abgeschoben haben, weil sie an seinen Besitz herankommen wollten. Das ist das letzte Mal, dass Tüftlers Name fällt – zumindest auf der einen Seite der Wirklichkeit. Denn das Land mit dem wunderbaren Baum wird in Hinkunft Tüftlers Paris genannt und ist sehr nützlich zur Erholung für Rekonvaleszenten – wie die Erste und die Zweite Stimme befinden.

## Rezeption
Allegorischer AnsatzDas Werk kann als religiöse Allegorie von Leben, Tod, Fegefeuer und Paradies verstanden werden. Tüftler ist auf seine Reise nicht vorbereitet, denn obwohl er weiß, dass sie unvermeidlich ist, kommt der Aufbruch doch sehr plötzlich und unerwartet. Genauso ist es oft mit dem Tod. Tüftlers Haft im Armenhaus und sein Aufenthalt in der herrlichen Landschaft repräsentieren Fegefeuer und Paradies.
Philosophischer AnsatzEbenso kann „Blatt von Tüftler“ als Illustration der religiösen Philosophie Tolkiens von Schöpfung und Zweitschöpfung verstanden werden. Demgemäß ist die Schöpfung ein exklusives Vorrecht Gottes, während diejenigen, die Teil der Schöpfung sind, nur Echos erzeugen können. Die Zweitschöpfung ist eine Form der religiösen Würdigung des göttlichen Werkes. Tüftlers Sehnsucht nach der Wahrheit und Schönheit der göttlichen Schöpfung spiegelt sich in seinem Werk wider. Nach seinem Tod und dem Aufenthalt im Fegefeuer wird er mit der lebendigen Realisation seiner Sehnsucht belohnt.
Autobiographischer AnsatzVon einer autobiographischen Sichtweise aus gesehen, findet sich Tolkien in Tüftler wieder. Tolkien war als Schriftsteller sehr detailverliebt, er feilte an seiner Welt, und um eine möglichst große Realitätsnähe zu erreichen, erfand er Sprachen, Chronologie und Geographie. Um für Mittelerde mehr Zeit zu haben, ließ er andere Projekte fallen. Er fühlte sich von Pflichten und Arbeiten bedrängt und trotzdem verwendete er viele Stunden dazu, Patiencen zu legen, anstatt am Silmarillion zu arbeiten, das bis zu seinem Tod nicht vollendet und posthum von seinem Sohn Christopher herausgegeben wurde.
Tolkien selbst hätte einer allegorischen Interpretation vielleicht nicht zugestimmt, da er Allegorien nicht mochte. „Blatt von Tüftler“ wollte er demgemäß als einen Mythos verstanden sehen. Allerdings erwähnte er einmal in einem Brief, dass er mit seiner „Fegefeuer“-Geschichte „Blatt von Tüftler“ auf allegorische Weise zeigen wollte, wie die Zweitschöpfung Eingang in die Schöpfung finden könnte.